# セアオマイコドリ
セアオマイコドリ（学名：Chiroxiphia pareola）は、スズメ目マイコドリ科に分類される鳥類の一種。

## 分布
南アメリカのコロンビア南部、ベネズエラ東部、ガイアナ、ブラジル東北部、アマゾン盆地、トバゴ島に分布する。ただし、ベネズエラ中央部からコロンビア南部の境界までのアマゾン盆地北西部には分布しない。

## 形態
他のマイコドリと同じように体は小さく、体長は約13cmで体重は19gほどである。雄は背中が明るい青で体は黒色、足はペールオレンジになる。頭部は赤くなるが、アマゾン南西部に生息する亜種C. p. reginaは黄色になる。若い雄はオリーブ色だが、成熟するにつれ特徴的な体色が出る。雌は背中がオリーブグリーン、腹面が青みがかったオリーブ色になる。

## 生態
果物や昆虫類を食べる。雌は木の上に小枝を集めて巣を作り、2個の茶色いまだら模様の卵を産卵する。雌によって約20日間抱卵し孵される。